# Donau-Bodensee-Radweg
Der Donau-Bodensee-Radweg ist ein etwa 156 Kilometer langer Landes-Radfernweg im südöstlichen Baden-Württemberg in Deutschland. Er führt von Ulm an der Donau ans Ufer des Bodensees und verbindet damit zwei bekannte Radfernwege miteinander: den Donau-Radweg und den Bodensee-Radweg.
Der Radweg wurde im Jahre 1977 erstmals ausgeschildert. Seitdem gab es mehrere Veränderungen: 2012 wurde die frühere Auffächerung in eine Haupt-, West- und Ostroute aufgegeben und dafür der Oberschwaben-Allgäu-Radweg neu ausgewiesen, der Teile der Ost- und der Westroute aufnahm. Der neue Verlauf des Donau-Bodensee-Radwegs ist aber auch nicht mit der früheren Hauptroute identisch. 2015 wurde der Radfernweg durch den ADFC zur Qualitätsradroute ausgezeichnet.

## Verlauf
Der Donau-Bodensee-Radweg führt durch viele Orte, die auch an der Oberschwäbischen Barockstraße liegen, führt aber über abgelegenere Straßen und Feldwege. Die Fahrradroute ist durchgehend ausgeschildert und mit einem eigenen Bildzeichen gekennzeichnet, nämlich mit einer weißen Radfahrerfigur auf blauem Hintergrund. Dieser Artikel beschreibt die Route vom Norden (Ulm an der Donau) zum Süden (Kressbronn am Bodensee) entsprechend der offiziellen Internetseite und der dort herunterladbaren Broschüre.

### Ulm → Biberach

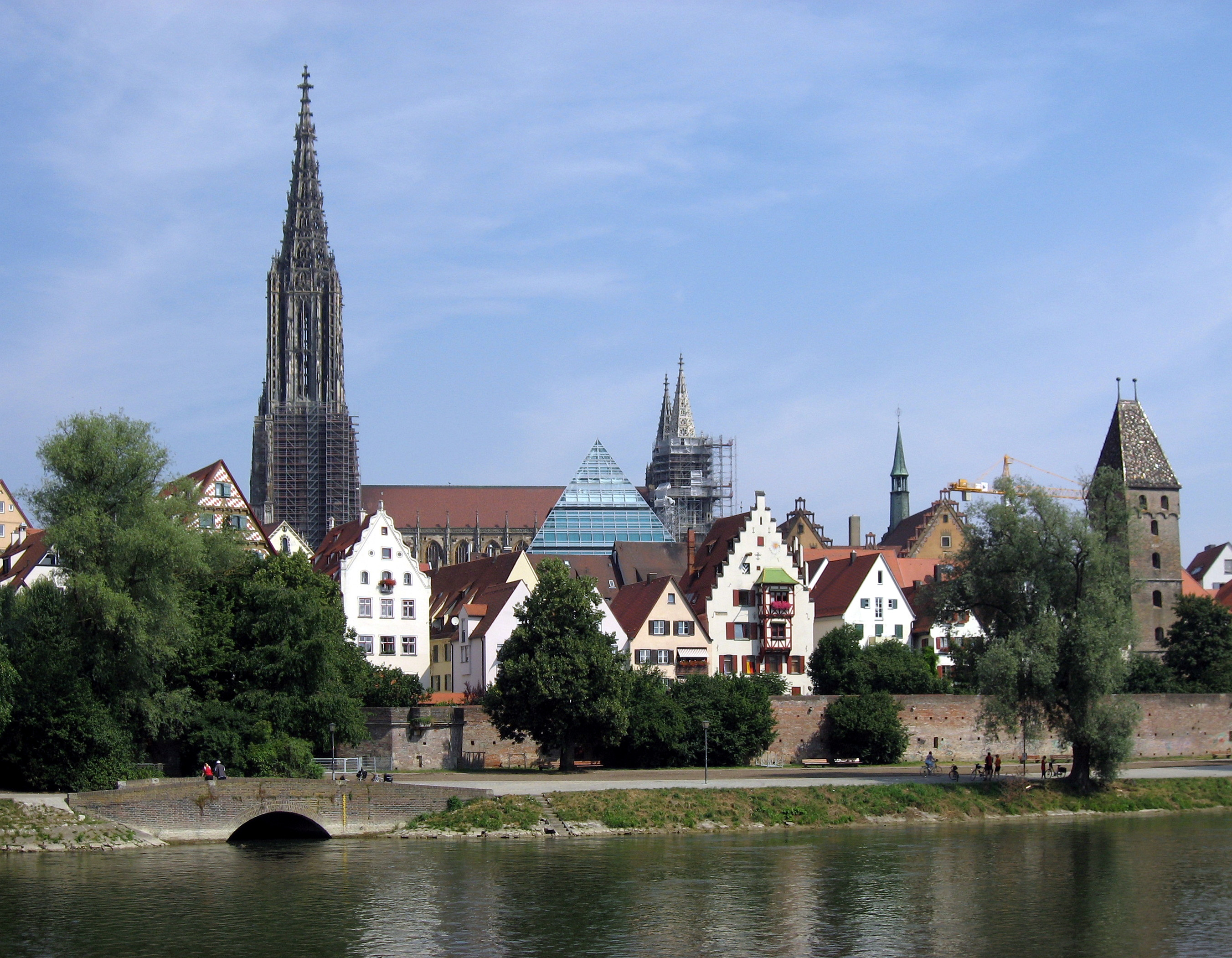
Vor den Toren Ulms verläuft der Radweg gemeinsam mit dem Donauradweg, der sich hier zwischen der historischen Stadtmauer und dem Donauufer befindet

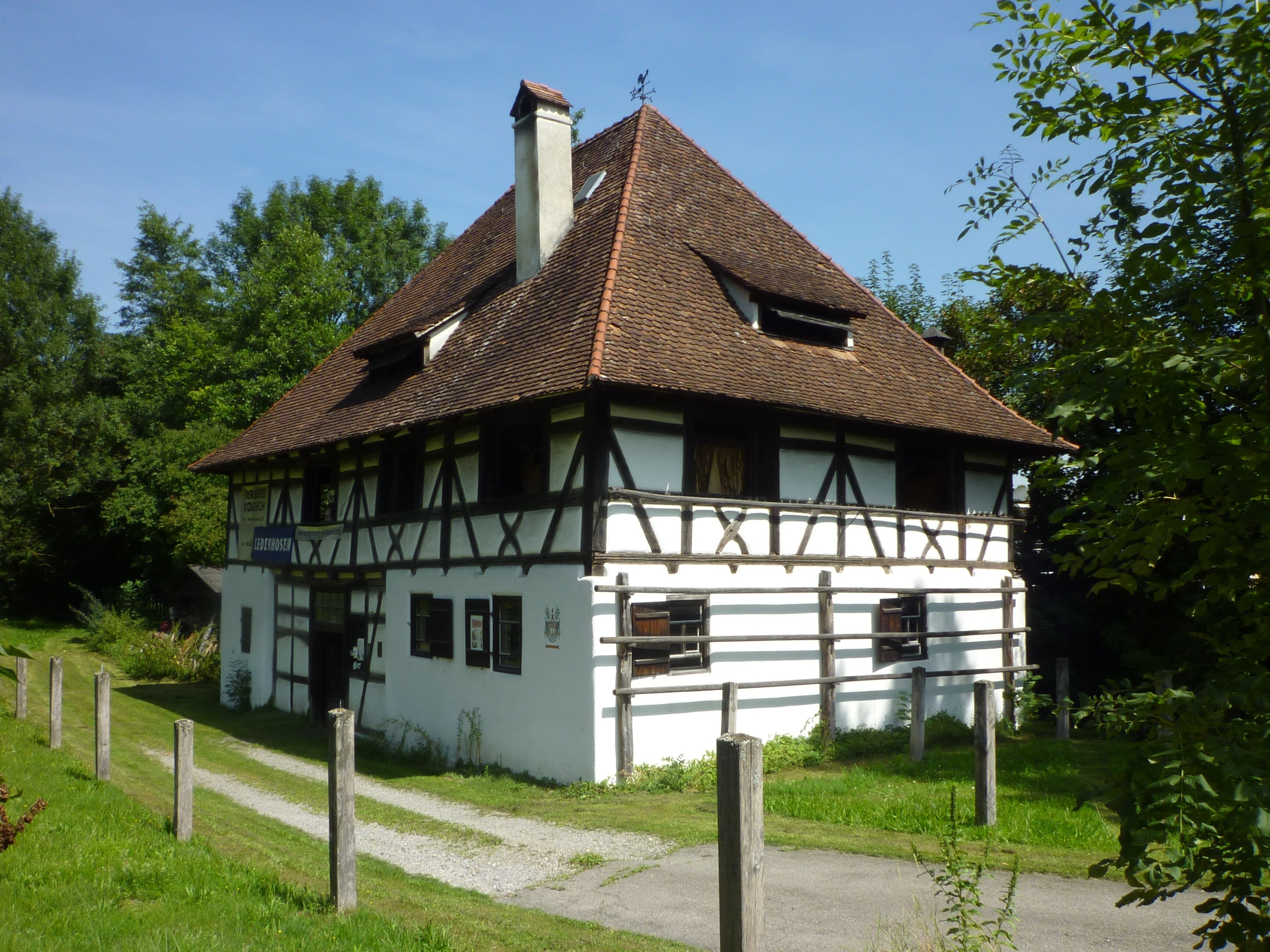
Weißgerberwalkmühle Biberach

Ulm ← 9 km → Gögglingen ← 6 km → Dellmensingen ← 6 km → Achstetten ← 4 km → Laupheim ← 8 km → Schemmerberg ← 9 km → Warthausen ← 5 km → Biberach (Gesamt: 47 km)
Gemeinsam mit dem Donauradweg flussaufwärts führt die Route an Gögglingen vorbei nach Donaustetten. Erst hier trennen wir uns vom Donauradweg, es geht über Dellmensingen, Stetten, Achstetten und Bronnen in die bereits im Jahre 778 als Loubhaim bezeichnete Stadt Laupheim. Zwischen zwei Baggerseen hindurch geht's an die Riß, an ihr entlang durch Schemmerberg, man streift Schemmerhofen und fährt über Warthausen in die ehemalige Reichsstadt Biberach an der Riß. Hier kreuzt der Donau-Bodensee-Radweg die Deutschen Fachwerkstraße, die Mühlenstraße Oberschwaben und die Schwäbischen Dichterstraße.

#### Sehenswürdigkeiten
- In Ulm: Altstadt, Ulmer Münster mit dem höchsten Kirchturm der Welt (161,53 Meter), Fischer- und Gerberviertel, Bundesfestung
- In Donaustetten: Wasserturm, Donau-Altwasser, Wasserkraftwerk
- In Dellmensingen: Pfarrkirche St. Kosmas und Damian, Schloss Erbach
- In Achstetten: Schloss, Kirche der Heiligen Oswald und Agatha, Kapelle Mariae Verkündigung, Wieland-Geburtshaus
- In Laupheim: Stadtpfarrkirche St. Petrus und Paulus, Museum zur Geschichte von Christen und Juden im Schloss Großlaupheim, Volkssternwarte Laupheim – ihr zu Ehren wurde 1999 der Asteroid 7167 Laupheim benannt
- In Biberach: Marktplatz mit den Patrizierhäusern, Marktbrunnen und Rathäusern, Stadtpfarrkirche St. Martin, Weißer Turm und Gigelturm, Braith-Mali-Museum, Ulmer Tor, Thermalbad Jordanbad, Weißgerberwalkmühle Kolesch am Bleicherbach – die älteste und letzte noch aktive Walkmühle in Deutschland.

### Biberach → Bad Waldsee
Biberach ← 6 km → Ummendorf ← 8 km → Eberhardzell ← 10 km → Osterhofen ← 3 km → Haisterkirch ← 4 km → Bad Waldsee (Gesamt: 31 km)
Von Biberach aus führt die Route durch das Umlachtal über Ummendorf, Fischbach, Awengen und Eberhardzell nach Mühlhausen, wobei die beschilderte Route zwischen Fischbach und Awengen etwas oberhalb des Tals verläuft. Über Ampfelbronn, Osterhofen und Haisterkirch geht's weiter in das Moorheilbad Bad Waldsee mit dem mitten in der Stadt gelegenen Stadtsee und dem etwas kleineren Schlosssee.

#### Sehenswürdigkeiten
- In Ummendorf: Johanneskirche, Schloss Ummendorf, Schloss Horn
- In Bad Waldsee: Altstadt mit Rathaus und Wurzacher Tor, Kirchenschatz-Museum im Oratorium von St. Peter, Städtisches Museum im Kornhaus, Zunfthaus Ölmühle

### Bad Waldsee → Wangen

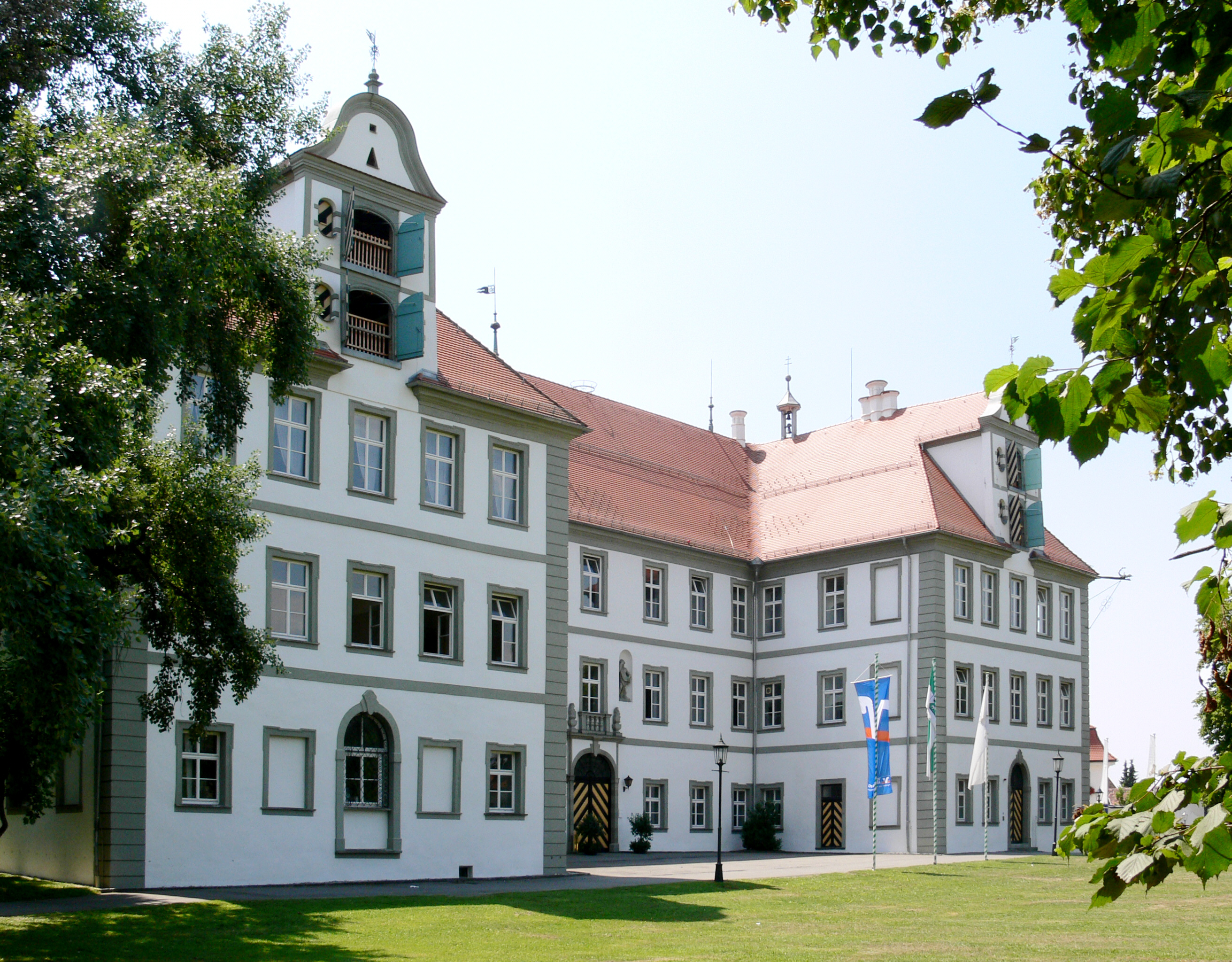
Neues Schloss in Kißlegg

Bad Waldsee ← 9 km → Gwigg ← 2 km → Bergatreute ← 7 km → Wolfegg ← 11 km → Kißlegg ← 6 km → Sommersried ← 10 km → Wangen (Gesamt: 45 km)
Aus Bad Waldsee heraus geht es über Arisheim, Ankenreute und Gwigg nach Bergatreute. Hinab zur Wolfegger Ach, an ihr entlang und hinauf nach Wolfegg. Durch Rötenbach-Speck und Riedgarten nach Kißlegg. Am Zellersee und Schlingsee vorbei, danach wird die Wolfegger Ach gequert. Über Sommersried und Allewinden, unter der Bundesautobahn 96 hindurch zur Unteren Argen bei Beutelsau, danach wird die ehemalige freie Reichsstadt Wangen im Allgäu erreicht, nach Ravensburg zweitgrößte Stadt des Landkreises Ravensburg.

#### Sehenswürdigkeiten
- In Wolfegg: Fürstliches Schloss, Bauernhaus-Museum, Pfarrkirche St. Katharina, Automobilmuseum
- In Kißlegg: Neues Schloss, Schlosskapelle, Altes Schloss, Pfarrkirche St. Gallus und Ulrich, Spital Bärenweiler, Naturdenkmal Heiliger Stein, Friedhofskapelle St. Anna
- In Wangen: Altstadt mit Heimat- und Käsereimuseum in der Eselmühle, Frauen- und Martinstor, die über 500 Jahre alte Bäckerei Fidelisbäck, Oberstadtkirche St. Martin, Pulverturm, Rathaus und Pfaffentor

### Wangen → Kressbronn

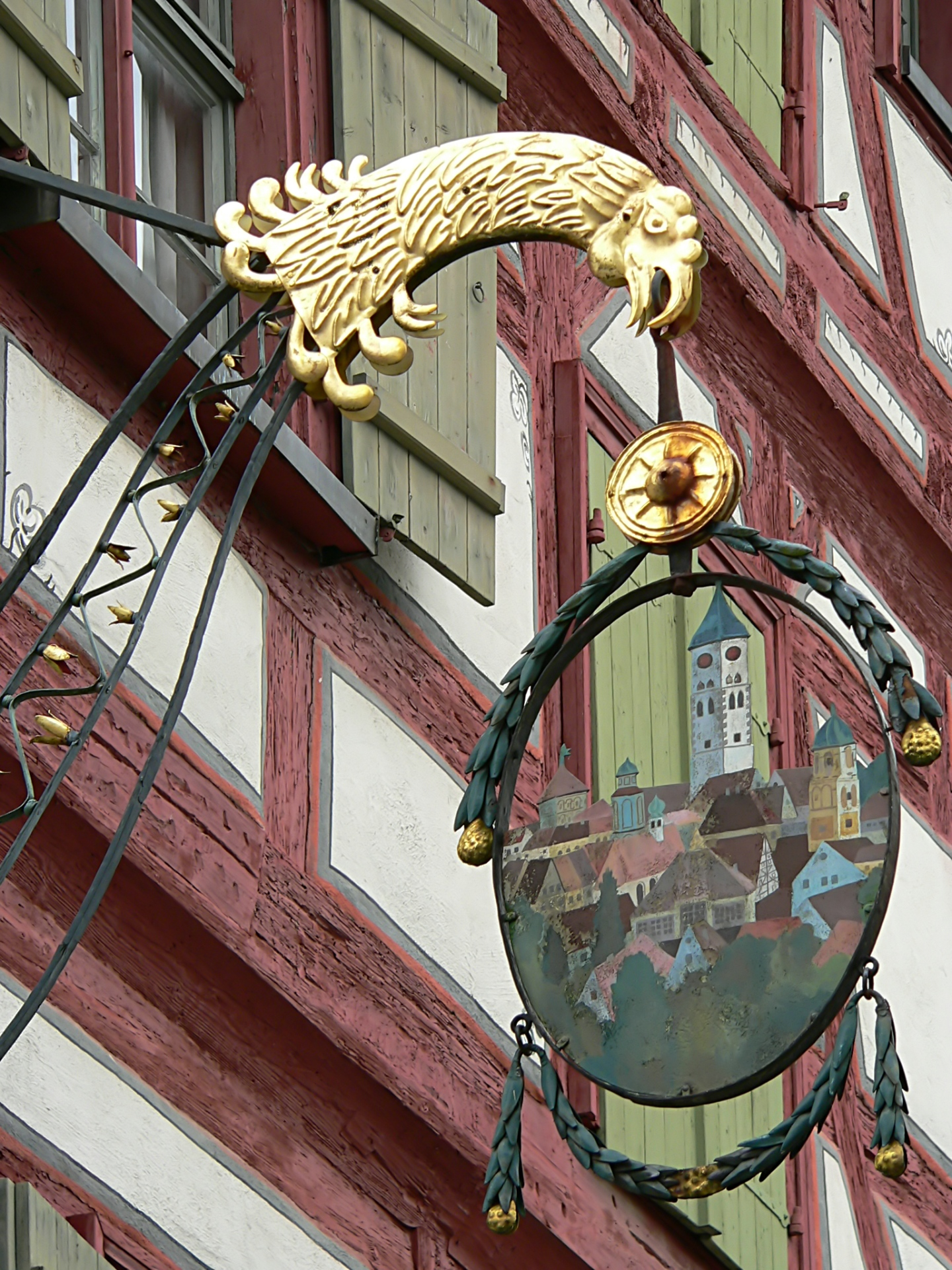
Wirtshausschild am Wangener Eselsplatz

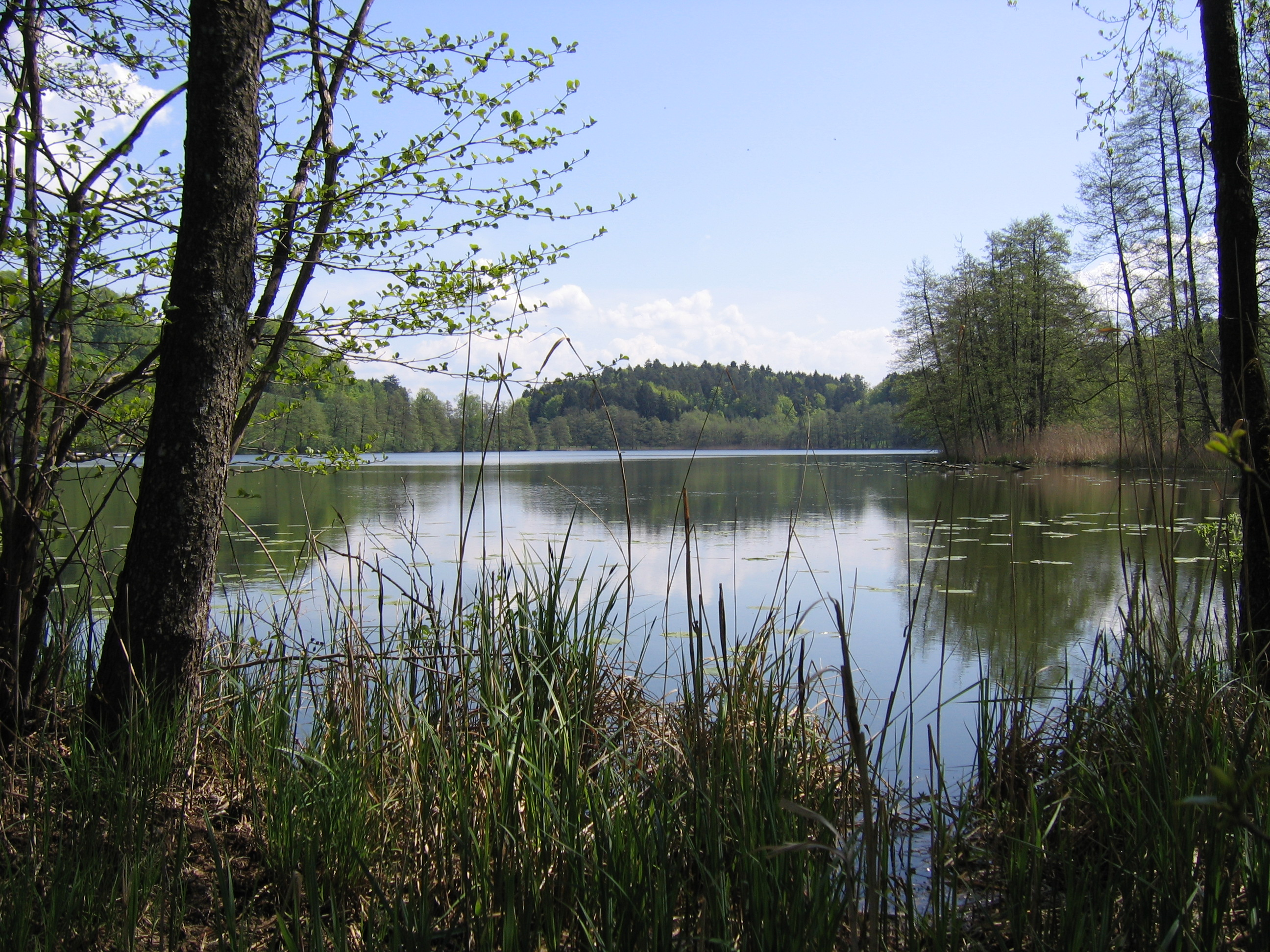
Der Kressbronner Schleinsee

Wangen ← 9 km → Schomburg ← 6 km → Neukirch ← 7 km → Langnau ← 11 km → Kressbronn (Gesamt: 33 km)
Die Etappe beginnt Wangen. Es geht über Niederwangen, Schomburg und Haslach nach Neukirch. Über Oberlangensee nach Summerau ins Argental, entlang der Argen nach Langnau. Hier kreuzt der Radwanderweg Donau-Bodensee den Jubiläumsweg Bodenseekreis. Am Degersee und am Schleinsee vorbei nach Nitzenweiler, über Berg und hinab durch die Ortsmitte von Kressbronn zum Bodenseeradweg. Etwas weiter westlich ist das Kressbronner Strandbad – das größte Naturstrandbad am Bodensee.

#### Sehenswürdigkeiten
- In Neukirch: Dorfkirche St. Maria Rosenkranzkönigin, Hexenhäusle
- In Kressbronn: Ausstellung historischer Schiffsmodelle im Schlössle, Hofanlage Milz, barocke Kapellen, Bauernpfad, Maislabyrinth

## Anbindungen an das Fernradwegenetz
In Kressbronn (nach Lindau und Bregenz sowie nach Friedrichshafen, Meersburg und Überlingen) besteht die Verbindung zum Bodensee-Radweg, in Ulm zweigt der Donauradweg nach Sigmaringen und Donaueschingen bzw. nach Günzburg und Ingolstadt ab. Nach Norden führt bei Ulm ein Weg wahlweise nach Crailsheim oder nach Schwäbisch Gmünd über die Schwäbische Alb: der Württemberger Tälerradweg.
Entlang der Routen schließen noch weitere regionale Radwege an.